# Dotyk Zen
Dotyk Zen (oryg. 俠女, Xia nü) – hongońsko–tajwański film z 1971 roku, w reżyserii Kinga Hu.

## Fabuła
Ku Shen Chai (Shih Chun) jest umiarkowanym artystą mieszkającym wraz z matką w małej, bankrutującej miejscowości. Pewnego dnia w jego sklepie pojawia się tajemnicza osoba, a jak się okazuje w niedaleko położonym dworze, uważanym za nawiedzony przez duchy, mieszka piękna dziewczyna. Wezwany do miejscowego zarządcy, by narysować kopie listów gończych odkrywa, że kobieta jest zbiegiem poszukiwanym w całym kraju.

## Obsada
Źródło: Filmweb
- Bai Ying – Shih Wen-chiao
- Billy Chan
- Chang Ping-yu
- Roy Chiao – Hui Yuan
- Han Hsue – Dr. Lu Meng
- Han Ying-chieh – Hsu
- Hsu Feng – Yang Hui-ching
- Lam Ching-ying
- Miao Tien
- Shih Chun – Ku Shen Chai
- Tien Peng – Ouyang Nin
- Tsao Chien – sędzia
- Sammo Hung – syn dowódcy Hsu
- Jackie Chan

## Nagrody i nominacje
W 1975 roku podczas 28. edycji Międzynarodowego Festiwalu Filmowego w Cannes King Hu był nominowany do nagrody Złota Palma oraz zdobył nagrodę Technical Grand Prize.